# Jardin botanique et zoologique de Saïgon
 (avril 2024).
La mise en forme du texte ne suit pas les recommandations de Wikipédia : il faut le « wikifier ».
Les points d'amélioration suivants sont les cas les plus fréquents. Le détail des points à revoir est peut-être précisé sur la page de discussion.
- Les titres sont pré-formatés par le logiciel. Ils ne sont ni en capitales, ni en gras.
- Le texte ne doit pas être écrit en capitales (les noms de famille non plus), ni en gras, ni en italique, ni en « petit »…
- Le gras n'est utilisé que pour surligner le titre de l'article dans l'introduction, une seule fois.
- L'italique est rarement utilisé : mots en langue étrangère, titres d'œuvres, noms de bateaux, etc.
- Les citations ne sont pas en italique mais en corps de texte normal. Elles sont entourées par des guillemets français : « et ».
- Les listes à puces sont à éviter, des paragraphes rédigés étant largement préférés. Les tableaux sont à réserver à la présentation de données structurées (résultats, etc.).
- Les appels de note de bas de page (petits chiffres en exposant, introduits par l'outil «  Source ») sont à placer entre la fin de phrase et le point final[comme ça].
- Les liens internes (vers d'autres articles de Wikipédia) sont à choisir avec parcimonie. Créez des liens vers des articles approfondissant le sujet. Les termes génériques sans rapport avec le sujet sont à éviter, ainsi que les répétitions de liens vers un même terme.
- Les liens externes sont à placer uniquement dans une section « Liens externes », à la fin de l'article. Ces liens sont à choisir avec parcimonie suivant les règles définies. Si un lien sert de source à l'article, son insertion dans le texte est à faire par les notes de bas de page.
- La présentation des références doit suivre les conventions bibliographiques. Il est recommandé d'utiliser les modèles {{Ouvrage}}, {{Chapitre}}, {{Article}}, {{Lien web}} et/ou {{Bibliographie}}. Le mode d'édition visuel peut mettre en forme automatiquement les références.
- Insérer une infobox (cadre d'informations à droite) n'est pas obligatoire pour parachever la mise en page.

Pour une aide détaillée, merci de consulter Aide:Wikification.
Si vous pensez que ces points ont été résolus, vous pouvez retirer ce bandeau et améliorer la mise en forme d'un autre article.

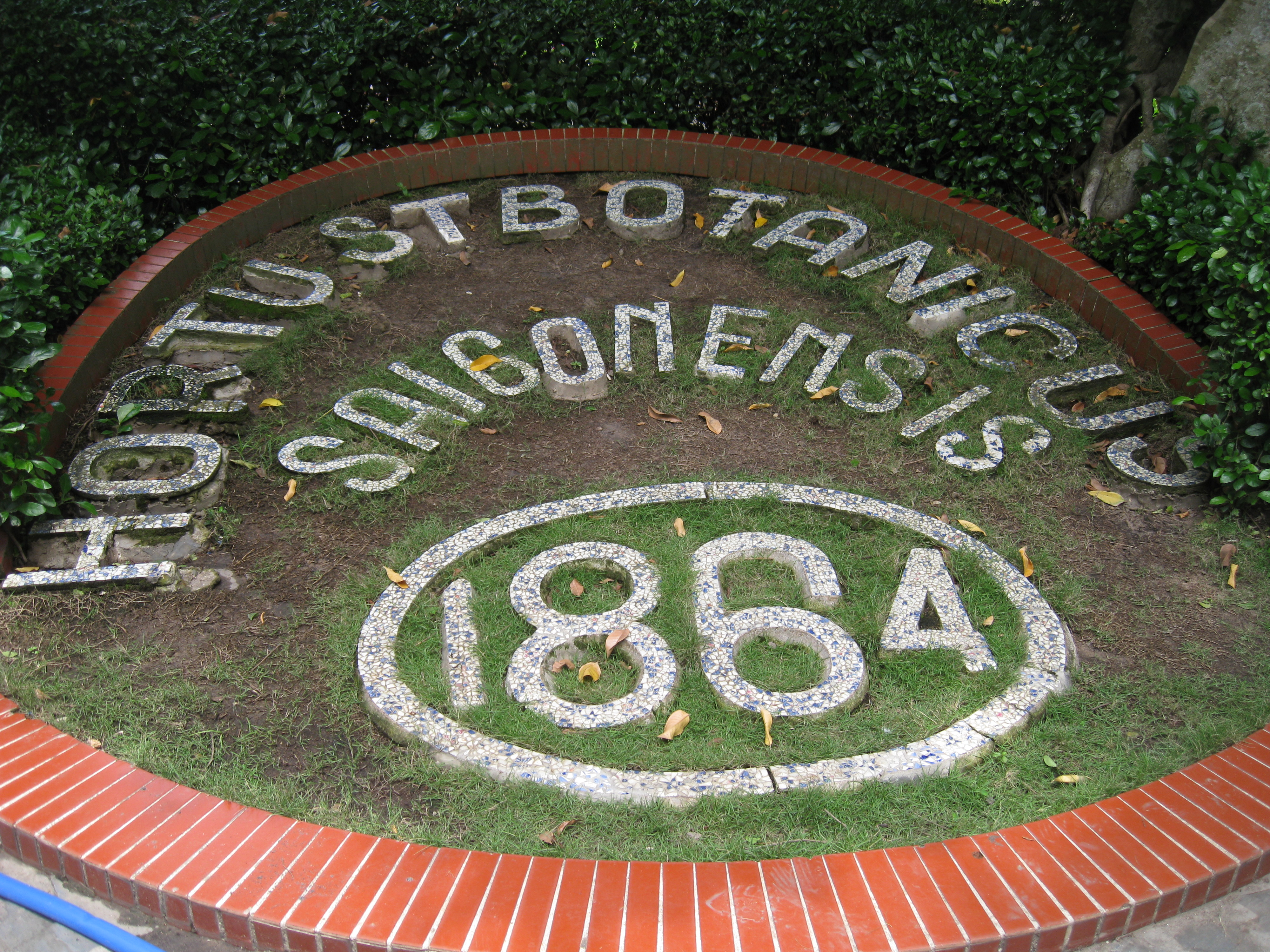
Hortus botanicus saigonensis

Le jardin zoologique et botanique de Saïgon (vietnamien : Thao Cam Vien Saigon - abréviation : Thao Cam Viên) est un jardin zoologique et botanique situé dans le 1er arrondissement, Hô Chi Minh-Ville, Viêt Nam. Il se trouve à l'angle de la rue de Nguyen Binh Khiem et de la rue de Le Duan (à l'opposé du palais de la réunification), en face du musée d'Histoire du Viêt Nam (ancien musée Blanchard-de-La-Brosse).

## Histoire

### Liste des dirigeants
- Jean Baptiste Louis Pierre : du 28 mars 1865 au 22 octobre 1877

Le botaniste français est envoyé en mission dans les villes de Batavia, Madras et Bombay. Il a la tâche de collecter des animaux et des plantes dans le sud du Vietnam et des trois pays d'Indochine pour les envoyer ensuite au Muséum national d'histoire naturelle à Paris. Le fruit de ses explorations donnera naissance à un important ouvrage « Flore forestière de Cochinchine » 1880-1900), financé par la colonie. On lui doit aussi un article « Sur les plantes à caoutchouc de l’Indochine » (publié dans la Revue des cultures coloniales, 1903) et la partie sur les Sapotacées dans les Notes botaniques (1890-1891). C’est lui que l’Histoire retiendra comme le véritable créateur du jardin botanique de Saigon.
- Eugène Haffner
- Charles Edouard Paul Rémy Morange (d) [1] de 1909 au 10 octobre 1918

## Collections

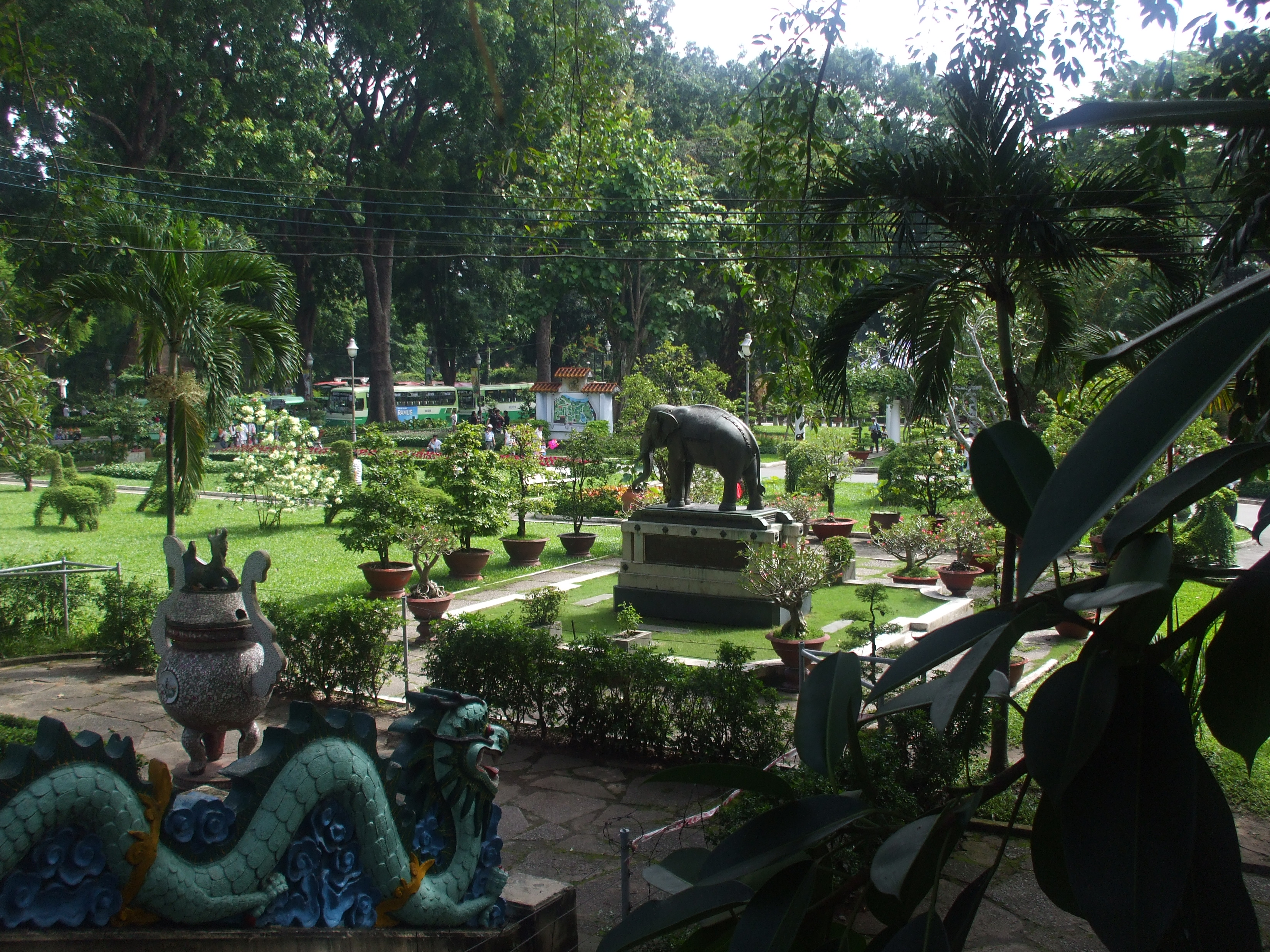
Vue du jardin prise de l'escalier du temple du Souvenir.

Le zoo, quoique quelque peu délabré, héberge encore plus d'une centaine d'espèces de reptiles (e.a. crocodiles), mammifères (notamment éléphants) et oiseaux. Une petite girafe y est née pour la première fois début 2009.
Orchidées, cactus, bonsaïs et arbres ornementaux font la réputation du jardin botanique.

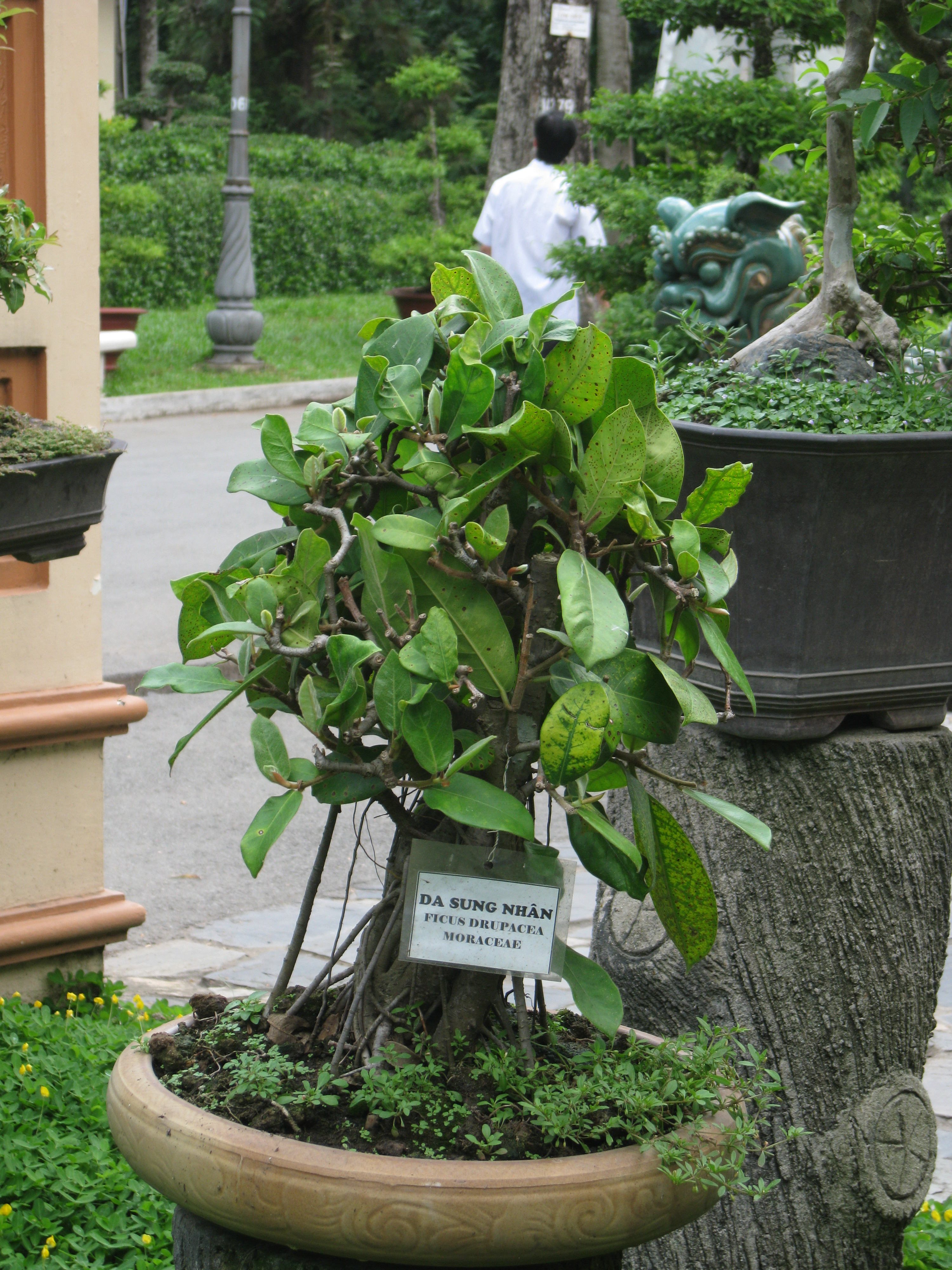
Un Ficus drupacea.